# Francesco Andreini
Francesco Andreini (né vers 1548 et mort en 1624) est un acteur et dramaturge italien de la commedia dell'arte de la seconde moitié du XVIe et du début du XVIIe siècle. Francesco Andreini a notamment publié Le Bravure del Capitan en 1607, inspiré de son rôle phare du Capitan dans la Commedia dell'arte.

## Biographie
Francesco Andreini est l'époux d'Isabella Andreini (née Canali), avec laquelle il a fait partie de la troupe I Gelosi et dont il a eu un fils, Giambattista Andreini (1576-1654), lui aussi acteur. La troupe dont ils étaient chefs portait le titre de i Gelosi, (les Jaloux), et la devise de la troupe annonçait que c’était de vertu, de renommée et d’honneur que ses membres étaient jaloux : Virtù, fama ed onor ne fer gelosi. Andreini joua d’abord les rôles d’amoureux, ensuite celui de Capitan Spavento della valle inferna, rôle de charge, dont nos capitaines Tempête ne sont que le diminutif. Il s’y fit une grande réputation. Il voulut la fixer, en quelque sorte, par son ouvrage intitulé : le Bravure del Capitan Spavento, imprimé pour la première fois à Venise, en 1609, in-4°. Ce sont soixante-cinq ragionamenti, ou entretiens entre le capitaine et son valet Trappola. Andreini avait alors perdu sa femme, qu’il regrettait beaucoup. Il mit en tête de cet ouvrage bouffon, un discours sérieux, ou plutôt triste, où il exprime, à sa manière, sa tendresse pour elle et ses regrets. Il publia, depuis, d’autres dialogues en prose : Ragionamenti fantastici posti in forma di dialoghi rappresentativi, Venise, 1612, in-4°- On a aussi de lui deux pièces ou représentations théâtrales, en vers : L’Alterezza di Narciso, Venise, 1611, in-12, et l’Ingannata Proserpina, ibid., même année. Andreini avait une excellente mémoire ; aussi apprenait-il facilement les langues étrangères. Il entendait et parlait le français, l’espagnol, l’esclavon, le grec moderne, et même le turc. Il vivait encore en 1616 ; on le voit par la date de l’édition qu’il donna de quelques fragments de sa femme Isabelle. On croit qu’il mourut peu de temps après.

## Œuvres
- Bravure del Capitan Spavento, Venise, 1607 e 1609 ; 2e partie, Venise, 1618 ;
- L’altezza di Narciso, Venise, 1611 ;
- L’ingannata Proserpina, Venise, 1611 ;
- Ragionamenti fantastici posti in forma di dialoghi rappresentativi, Venise, 1612.